# Колома
Колома (по-рано Колума и Кулома) е населено място в окръг Ел Дорадо, Калифорния, САЩ. Намира се на около 36 mi (58 km) североизточно от Сакраменто, Калифорния. Населението на Колома е 521 души.
Колома е известен с това, че тук Джеймс У. Маршал открива злато в подножието на Сиера Невада, в Сътърс Мил на 24 януари 1848 г., което води до Калифорнийската златна треска.
Селището е туристическа атракция, известна със своя град-призрак и централната част на исторически парк Маршал голд дискавъри. Колома е определен като район на национална историческа забележителност на 4 юли 1961 г.
Намира се на 233 m надморска височина.

## Етимология
Името идва от името „Кулума“, което ползват нисенан (местното население и техният език) за долината, в която се намира Колома; „Кулума“ означава „красив“. Колома е на американската река Саут Форк, която минава през долината и е построена върху предишното индианско селище Колома.

## История
Колома расте около Сътърс Мил след намирането на злато. Пощенски клон е създаден през 1849 г. под името „Culloma“, който се променя на „Coloma“ през 1851 г.
Един от най-ранните заселници на Колома е Сайлъс Сандерсън (1824 – 1886), който впоследствие става 7-и главен съдия на Калифорния. Друг е Нанси Гуч, една от първите чернокожи жени, която постига успех в Калифорния като земевладелец.